# Cleisostoma koeteiense
Cleisostoma koeteiense är en orkidéart som först beskrevs av Rudolf Schlechter, och fick sitt nu gällande namn av Leslie Andrew Garay. Cleisostoma koeteiense ingår i släktet Cleisostoma och familjen orkidéer. Inga underarter finns listade i Catalogue of Life.